# Роща (Калужская область)
Ро́ща — село в Тарусском районе Калужской области России. Административный центр сельского поселения «Село Роща».

## География
Село находится в северо-восточной части Калужской области, в зоне хвойно-широколиственных лесов, в пределах северной части Среднерусской возвышенности, на правом берегу реки Роща, при автодороге 29Н-435, на расстоянии примерно 21 км (по прямой) к северо-западу от города Таруса, административного центра района. Абсолютная высота — 192 м над уровнем моря.

### Климат
Климат характеризуется как умеренно континентальный, с тёплым летом и умеренно холодной снежной зимой. Абсолютный минимум температуры воздуха составляет −46 °C; абсолютный максимум — 38 °C. Среднегодовое количество атмосферных осадков составляет 654 мм, из которых 441 мм выпадает в период с апреля по октябрь. Снежный покров держится в течение 139 дней.

### Часовой пояс
Село Роща, как и вся Калужская область, находится в часовой зоне МСК (московское время). Смещение применяемого времени относительно UTC составляет +3:00.

## Население
| 2002 | 2010 |
| ---- | ---- |
| 231  | ↘212 |

### Половой состав
По данным Всероссийской переписи населения 2010 года, в гендерной структуре населения мужчины составляли 47,2 %, женщины — соответственно 52,8 %.

### Национальный состав
Согласно результатам переписи 2002 года, в национальной структуре населения русские составляли 86 %.

## Достопримечательности
Дуб — памятник живой природы, обхват — 5,8 м, диаметр −1, 8 м, высота — 35 м, по представлению местных жителей признан памятником в 2022 году.